# Talent (település)
Talent (korábban Eden District és Wagner Creek) az Amerikai Egyesült Államok északnyugati részén, Oregon állam Jackson megyéjében elhelyezkedő város. A 2020. évi népszámláláskor 6282 lakosa volt.

## Története
A helységet A. P. Tallent kelet-tennesse-i bevándorló alapította az 1880-as években, aki Wagnernek nevezte volna el, azonban a posta a Talent elnevezést részesítette előnyben. A postahivatal 1883-ban nyílt meg.

### 2020-as tűz
A 2020-as oregoni erdőtüzek során Talent harmada, valamint Ashland, Medford és Phoenix városok egy része is leégett. A hatóságok 2020. szeptember 11-ei tájékoztatása szerint tömegkatasztrófára készültek; addigra hatszáz lakóház és száz kereskedelmi létesítmény égett le, de szeptember 18-ára ez a szám 2800-ra növekedett. Szeptember 11-én letartóztattak egy gyújtogatással vádolt férfit; a vád szerint ő okozta a phoenixi tüzet, ami később az ashlandivel egyesült. Utóbbi okait külön eljárás keretében vizsgálják.

## Földrajz és éghajlat

### Földrajz
A helység az Interstate 5 és az Oregon Route 99 mentén, Ashland és Phoenix között félúton fekszik. Talentet érini a Wagner-patak és a Medve-pataki túraútvonal.

### Éghajlat
A település éghajlata mediterrán (a Köppen-skála szerint Csb).
| Hónap                                   | Jan.  | Feb.  | Már. | Ápr. | Máj. | Jún. | Júl. | Aug. | Szep. | Okt.  | Nov.  | Dec.  | Év    |
| --------------------------------------- | ----- | ----- | ---- | ---- | ---- | ---- | ---- | ---- | ----- | ----- | ----- | ----- | ----- |
| Rekord max. hőmérséklet (°C)            | 21,0  | 26,0  | 28,0 | 31,0 | 38,0 | 41,0 | 41,0 | 42,0 | 39,0  | 36,0  | 26,0  | 21,0  | 42,0  |
| Átlagos max. hőmérséklet (°C)           | 7,4   | 10,7  | 14,4 | 18,7 | 22,7 | 26,9 | 32,0 | 31,2 | 26,7  | 19,3  | 11,8  | 7,6   | 19,2  |
| Átlagos min. hőmérséklet (°C)           | −1,3  | −0,1  | 1,1  | 3,2  | 5,9  | 8,9  | 11,3 | 10,6 | 7,6   | 3,9   | 0,9   | −0,6  | 4,3   |
| Rekord min. hőmérséklet (°C)            | −18,0 | −18,0 | −8,0 | −7,0 | −5,0 | −2,0 | 0,0  | 1,0  | −3,0  | −11,0 | −16,0 | −20,0 | −20,0 |
| Átl. csapadékmennyiség (mm)             | 61    | 50    | 41   | 32   | 37   | 26   | 9    | 6    | 19    | 45    | 61    | 71    | 458   |
| Forrás: Western Regional Climate Center |       |       |      |      |      |      |      |      |       |       |       |       |       |

## Népesség
| Lakosok száma | 278  | 421  | 381  | 739  | 868  | 1411 | 2577 | 3274 | 6066 | 6282 |
|               | 1920 | 1930 | 1940 | 1950 | 1960 | 1970 | 1980 | 1990 | 2010 | 2020 |

## Oktatás
A település két iskolájának fenntartója a Phoenix–Talenti Tankerület.

## Nevezetes személyek
- John Beeson, abolicionista és indiánjogi aktivista[19]
- Robert Arellano, író[20]

## Fordítás
- Ez a szócikk részben vagy egészben  a   Talent, Oregon című angol Wikipédia-szócikk ezen változatának fordításán alapul.  Az eredeti cikk szerkesztőit annak laptörténete sorolja fel. Ez a jelzés csupán a megfogalmazás eredetét és a szerzői jogokat jelzi, nem szolgál a cikkben szereplő információk forrásmegjelöléseként.